# 1-Naftalenosselenol
1-Naftalenoselenol é o composto orgânico de fórmula C10H8Se, SMILES C1=CC=C2C(=C1)C=CC=C2[Se] e massa molecular 207,13352. É classificado com o número CAS 16645-11-7. É o análogo do 1-naftol ou do 1-naftalenotiol com um átomo selênio no lugar do oxigênio ou do enxofre, respectivamente.
Tem aplicações em síntese orgânica.